# Селец (Ковельский район)
Селец (укр. Селець) — село в Турийской поселковой общине Ковельского района Волынской области Украины.
До 2020 года входило в Турийский район.
Код КОАТУУ — 0725586001. Население по переписи 2001 года составляет 514 человек. Почтовый индекс — 44804. Телефонный код — 3363. Занимает площадь 2,351 км².